# 나카야마데라역
나카야마데라역(일본어: 中山寺駅, なかやまでらえき 나카야마데라에키[*])은 일본 효고현 다카라즈카시에 위치한 서일본 여객철도의 역이다.

## 역 구조
상대식 승강장으로 2면 2선의 지상역이며 역사는 고가 형태로 되어 있다. 이 고가 역사는 다카라즈카까지 전철화되었을 당시 종래의 목조 역사를 대신하기 위해 지어진 것으로 기본 구조는 가와니시이케다역과 동일하다. 엘리베이터는 상하행 승강장, 또 개찰구 외부에 남북으로 1개소씩, 총 4개소가 있다. 에스컬레이터는 상하행 승강장 각각의 서측에 오름용과 내림용으로 1개소씩 설치되어 있다.

### 승강장
| 1 | ■ JR 다카라즈카 선 | 다카라즈카・산다 방면             |
| 2 | ■ JR 다카라즈카 선 | 아마가사키・오사카・기타신치 방면 |

## 역사
- 1897년 12월 27일: 한카쿠 철도가 다카라즈카역까지 연장하면서 개업. 당시 역명은 나카야마역이었다.
- 1907년 8월 1일: 국유화에 따라 일본국유철도 소속이 되었다.
- 1909년 10월 12일: 노선 명칭 제정에 따라 한카쿠 선의 일부가 되었다.
- 1912년 3월 1일: 노선 명칭 개정에 따라 한카쿠 선의 후쿠치야마 선 이남이 후쿠치야마 선으로 개칭되어 그 일부가 되었다.* 1987년 4월 1일: 민영화에 의해 서일본 여객철도의 소속이 되었다.
- 1915년 9월 11일: 나카야마데라역으로 개칭.
- 1987년 4월 1일: 민영화에 의해 서일본 여객철도의 소속이 되었다.
- 2003년 11월 1일: 이코카의 사용이 개시되었다.
- 2005년 4월 25일 ~ 6월 19일: 후쿠치야마 선 탈선 사고로 인하여 영업 중지.

## 인접정차역
| 서일본 여객철도 후쿠치야마 선 | 서일본 여객철도 후쿠치야마 선 | 서일본 여객철도 후쿠치야마 선 |
| ----------------------------- | ----------------------------- | ----------------------------- |
| 가와니시이케다 오사카 방면    | ■ JR 다카라즈카 선            | 다카라즈카 사사야마구치 방면  |